# فانی کاپلان
فانی افمیوونا کاپلان (روسی: Фа́нни Ефи́мовна Капла́н؛ ۱۰ فوریهٔ ۱۸۹۰ – ۳ سپتامبر ۱۹۱۸) یک انقلابی اصالتاً یهودی-اوکراینی در انقلاب اکتبر بود که اقدام به ترور ولادیمیر لنین کرد و به همین خاطر اعدام شد.